# Papilio fuelleborni
Papilio fuelleborni is een vlinder uit de familie van de pages (Papilionidae). De wetenschappelijke naam van de soort is voor het eerst geldig gepubliceerd in 1900 door Ferdinand Karsch.